# 青山忠敏
青山 忠敏（あおやま ただゆき）は、江戸時代後期の大名。丹波国篠山藩第6代（最後）の藩主。官位は従四位下・左京大夫。青山家宗家20代。

## 生涯
天保5年（1834年）2月21日、5代藩主・青山忠良の次男として江戸で誕生した。嘉永3年（1850年）12月16日、従五位下・因幡守に叙位・任官する。文久2年（1862年）2月29日、父が病気を理由に隠居したため、家督を継いだ。幕末期の動乱の中では、譜代大名の名門のため佐幕派として行動し、文久3年（1863年）8月、二条城守備を務め、元治元年（1864年）5月には従四位下に昇叙され、7月の禁門の変にも出兵した。8月9日には左京大夫に遷任される。
元治2年（1865年）1月20日、奏者番に任じられる。慶応4年（1868年）1月からの戊辰戦争では、藩内で佐幕派と尊王派が争い、結局は西園寺公望ら新政府軍が山陰道を侵攻して来ると新政府に降伏し、五箇条の御誓文の席にも参列した。明治2年（1869年）6月19日、版籍奉還により篠山藩知事に任じられた。同年、遠江国にあった1万石の藩領が、静岡藩に移された徳川家達の領土として組み込まれたため、代替地として丹波・但馬国国内で1万石を与えられている。
明治4年（1871年）7月14日の廃藩置県で免職される。9月には東京へ移った。
明治6年（1873年）3月21日、死去。享年40。男子がなかったため、家督は弟の忠誠が継いでいる。

## 系譜
- 父：青山忠良（1807年 - 1864年）
- 母：映松院 - 千葉氏
- 正室：春林院 - 牧野節成娘
- 生母不明の子女
  - 次女：雅子 - 阿部正敬正室
- 養子
  - 男子：青山忠誠（1859年 - 1887年） - 青山忠良の十男